# Базовый матричный кристалл
Базовый матричный кристалл (БМК) (англ. gate array, англ. Uncommitted Logic Array, ULA) — большая интегральная схема (БИС). В отличие от ПЛИС формируется физически, путём нанесения маски соединений последнего слоя металлизации. БМК с маской заказчика обычно изготавливались на заказ.
Достоинство БМК состоит в следующем. Разработчику необходимо применить оригинальные схемные решения на основе БИС, но существующие БИС для этих целей не подходят. Разрабатывать с нуля и производить очень долго, неэффективно и дорого. Выход — использовать базовые матричные кристаллы, которые уже разработаны и изготовлены. Базовый матричный кристалл напоминает библиотеку подпрограмм и функций для языков программирования. На нём разведены, но не соединены элементарные цепи и логические элементы. Заказчиком разрабатывается схема соединений, так называемая маска. Эта маска наносится в качестве последнего слоя на базовый матричный кристалл и элементарные схемы и разрозненные цепи на БМК складываются в одну большую схему. В итоге заказчик получает готовую БИС, которая получается ненамного дороже исходного БМК.
Основное применение БМК — средства вычислительной техники, системы управления технологическими процессами. Некоторые БМК, например Т34ВГ1 (КА1515ХМ1-216), применялись в советских разновидностях компьютера ZX Spectrum в качестве контроллера внешних устройств. Аналог БМК — микросхема ULA в компьютерах Синклера. В настоящее время БМК в большинстве применений вытеснены ПЛИС, не требующими заводского производственного процесса для программирования и допускающими перепрограммирование.
В России базовые матричные кристаллы производятся ОАО «Ангстрем», НПО Физика и рядом других предприятий.

## Список российских БМК
- 1582ВЖ1 — 500 вентилей
- 1582ВЖ2 — 1 500 вентилей
- 1582ВЖ3 — 3 000 вентилей
- 1582БЦ1Т — 5 000 вентилей
- КМ1527XM1
- H1537XM1 - 4 500 вентилей
- 1537XM2 - 17 000 вентилей
- 1592XM1 - 100 000 вентилей
- 159XM2
- (K)H1593XM1 - 3 200 вентилей на основе КМОП структур, тип корпуса - 4135.64-2 или H18.64-1В
- (K)H1593XM2
- 1515ХМ1 (KA1515XM1, H1515XM1, OCMH1515XM1) - 3 200 вентилей, корпус 4135.64-2 или Н18.64-1В
- КР1801ВП1 - 1 500 вентилей на основе КМОП структур
- 1806ВП1, Н1806ВП1 - 1 500 вентилей на основе КМОП структур, корпуса 429.42-3 или Н14.42-1В[1]
- H1806XM1, OCMH1806XM1 - 15 00 вентилей на основе КМОП структур, корпус Н14.42-1В
- KA1593XM1
- КР1545ХМ1 - 1248 вентилей[2]

и многие другие.